# 247 (szám)
A 247 (római számmal: CCXLVII) egy természetes szám, félprím, a 13 és a 19 szorzata.

## A szám a matematikában
A tízes számrendszerbeli 247-es a kettes számrendszerben 11110111, a nyolcas számrendszerben 367, a tizenhatos számrendszerben F7 alakban írható fel.
A 247 páratlan szám, összetett szám, azon belül félprím, kanonikus alakban a 131 · 191 szorzattal, normálalakban a 2,47 · 102 szorzattal írható fel. Négy osztója van a természetes számok halmazán, ezek növekvő sorrendben: 1, 13, 19 és 247.
Ötszögszám.
A 247 négyzete 61 009, köbe 15 069 223, négyzetgyöke 15,71623, köbgyöke 6,27431, reciproka 0,0040486. A 247 egység sugarú kör kerülete 1551,94677 egység, területe 191 665,4262 területegység; a 247 egység sugarú gömb térfogata 63 121 813,7 térfogategység.
A 247 helyen az Euler-függvény helyettesítési értéke 216, a Möbius-függvényé −1, a Mertens-függvényé −2.